# Manoir de Deil
Le manoir de Deil est situé à Allaire en France.

## Localisation
Le manoir est situé sur le territoire de la commune d'Allaire, au lieu-dit Deil, dans le département du Morbihan en région Bretagne.

## Historique
L'origine de la construction du manoir de Deil remonte au XVe siècle. En témoigne une tour d'angle de plan circulaire nord-est ainsi qu'une seconde tour, ruinée, au sud-est. Composé de plusieurs corps de bâtiments organisés autour d'une grande cour rectangulaire, l'édifice est remanié et embelli au XVIIe siècle. Sont construits un pavillon de style Louis XIII, qui a perdu ultérieurement son usage d'habitation, un imposant colombier de plan octogonal, une fontaine, curieux édicule passant du plan carré à l'octogone lié à un lavoir. L'établissement d'un mail entre la fontaine et le colombier témoigne d'un aménagement paysager de cette partie ouest du domaine. Le XIXe siècle a recomposé la partie sud du manoir en établissant une symétrie des bâtiments de communs établis de part et d'autre du porche à double entrée cochère et piétonne.
Le manoir est inscrit partiellement (façades et toitures) au titre des monuments historiques par arrêté du 15 juin 1976, l'ensemble des éléments composant le manoir, à savoir le pavillon dit Louis XIII en totalité, la fontaine et son bassin, le vivier, les murs de clôture et les sols du jardin clos contenant le mail et les vestiges des anciennes terrasses par arrêté du 27 janvier 2003, le colombier par arrêté du 29 mars 2004.